# Bairami

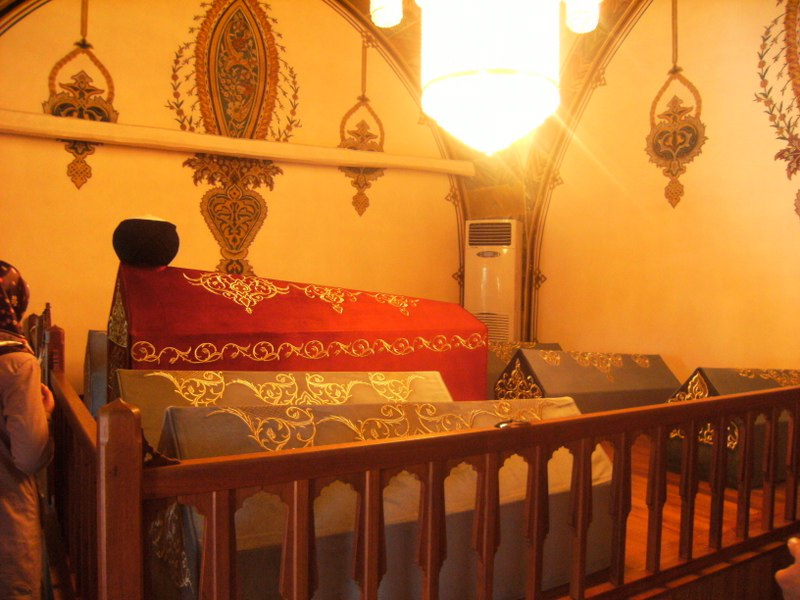
Der Innenraum der Türbe des Hacı Bayram neben der Hacı-Bayram-Moschee in Ankara

Die Bairami, Beirami oder Bajrami (auch Bajramije, Bajramijja, Bajramijje oder türkisch Bayramilik) sind ein türkischer Sufiorden (tariqa), der von Hacı Bayram-i Veli etwa um das Jahr 1400 in Ankara gegründet wurde.
Sie vereinigte in sich Elemente der Sufiorden der Halveti, der Nakschibendi und der Ekberi. Die Bayrāmiyya breitete sich danach bis in die damalige osmanische Hauptstadt Istanbul aus, wo es zahlreiche Tekken gab. Auch über den Balkan, vor allem nach Rumelien, Bosnien-Herzegowina, Makedonien und Griechenland verbreitete sich die Gemeinschaft und weiterhin nach Ägypten, wo eine Tekke in der Hauptstadt Kairo gegründet wurde.
Obwohl der Orden heutzutage nahezu inexistent ist, kann ihr Einfluss bei Mahmud Hudayi, dem Gründer des Dschelweti-Ordens, ebenso wie bei İsmail Hakkı Bursevî nachgewiesen werden. Der Nachweis des Bairami-Ordens in Albanien wird auf die Existenz der Hadschi-Bajram-Moschee von Shkodra zurückgeführt. Sonst ist kaum etwas über diese Bewegung in Albanien bekannt.